# Зоран Прибичевић
Зоран Прибичевић (Загреб, 6. април 1983) хрватски је позоришни, телевизијски и филмски глумац.

## Филмографија
| Год.       | Назив              | Улога             |
| ---------- | ------------------ | ----------------- |
| 2000.е     |                    |                   |
| 2004—2006. | Забрањена љубав    | Данијел Лончар    |
| 2005.      | Сањај, злато моје  |                   |
| 2009.      | Мамутица           | Томица            |
| 2009.      | Закон!             | сатаниста 1       |
| 2009.      | Битанге и принцезе | Анте Батинић      |
| 2010.е     |                    |                   |
| 2010.      | Смеш!              | Марио             |
| 2011.      | Курво              | Игор              |
| 2012.      | Ларин избор        | Дориан Дамјановић |
| 2016.      | Због тебе          | Виктор            |
| 2010.      | Закон!             | сатаниста 1       |